# USS Midway (CV-41)

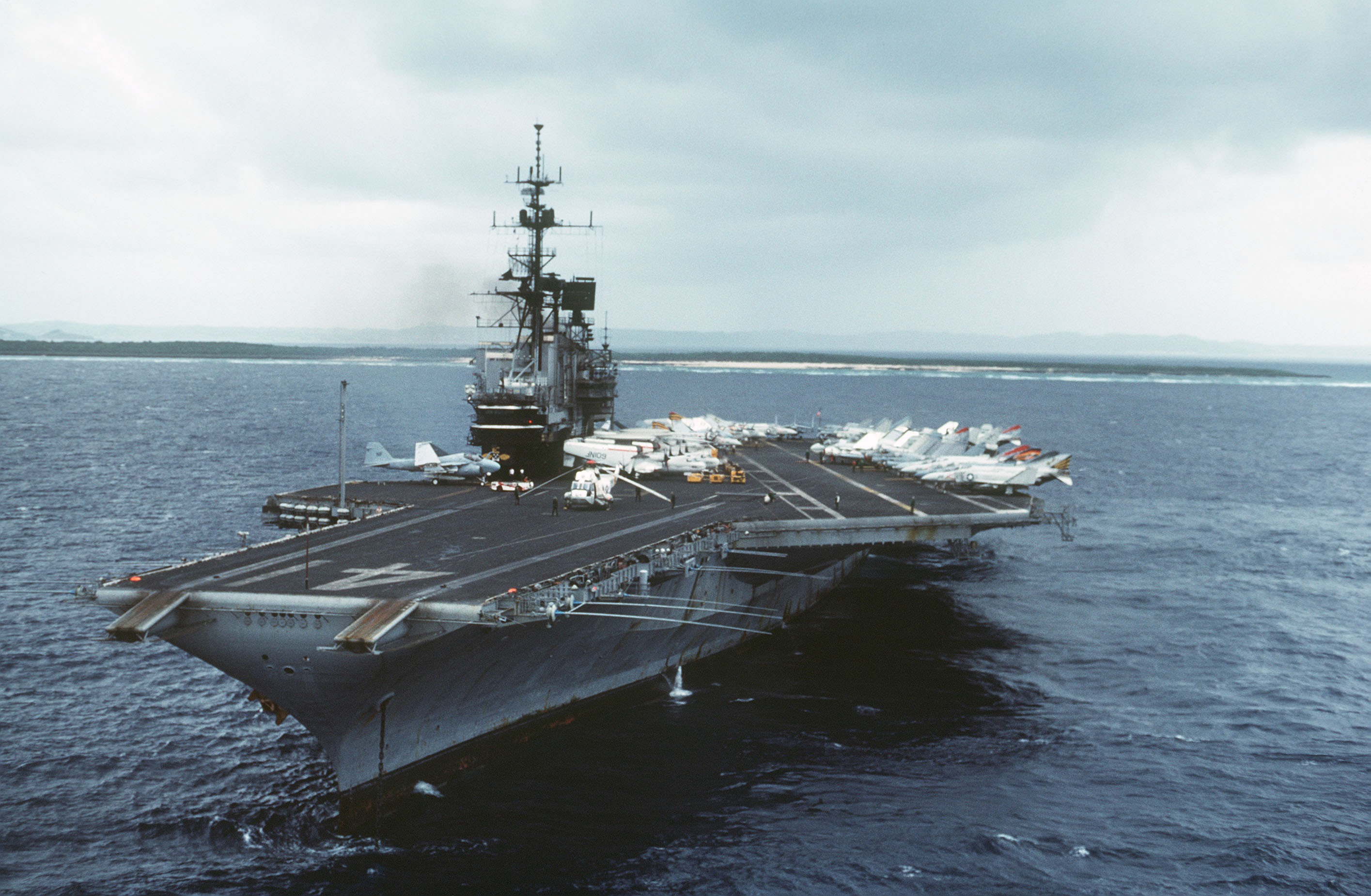
USS Midway (CV-41) in de haven van Yokosuka (1984)

USS Midway (CVB/CVA/CV-41) is een voormalig vliegdekschip van de Amerikaanse marine en het eerste schip van haar klasse. Ze werd in dienst genomen acht dagen na het einde van de Tweede Wereldoorlog en was tot 1955 het grootste vliegdekschip ter wereld. Midway was tevens het eerste Amerikaanse vliegdekschip dat te groot was om door het Panamakanaal te varen. Ze was 47 jaar in dienst, waarin ze actief was tijdens de Vietnamoorlog en in 1991 dienstdeed als vlaggenschip in de Perzische Golf tijdens Operatie Desert Storm. Ze werd in 1992 uit dienst genomen en is sindsdien een museumschip bij het USS Midway Museum in San Diego (Californië).
De USS Midway is het enige buiten dienst gestelde vliegdekschip dat geen lid is van de Essex-klasse, aangezien de overige zijn gesloopt.

## Operaties
De USS Midway (CV-41), een Amerikaans vliegdekschip en het eerste schip van haar klasse, werd acht dagen na het einde van de Tweede Wereldoorlog in 1945 in dienst genomen en bleef 47 jaar operationeel. Ze diende in de Atlantische Oceaan, nam deel aan de Vietnamoorlog, en was het vlaggenschip tijdens Operatie Desert Storm in 1991. 
Midway was betrokken bij talloze historische gebeurtenissen, waaronder de eerste lancering van een V-2 raket vanaf een schip, luchtgevechten in Vietnam, en de dramatische evacuatie tijdens Operatie Frequent Wind in 1975. In de jaren ’80 en ’90 bleef ze actief in de Stille Oceaan, Indische Oceaan en de Perzische Golf, en ze onderging verschillende moderniseringen. In 1991 nam ze deel aan de evacuatie van militairen na de uitbarsting van de Pinatubo-vulkaan in de Filipijnen. 

USS Midway - San Diego

Na haar laatste missie in augustus 1991 werd ze vervangen door de Independence in Yokosuka en maakte haar laatste reis naar San Diego, waar ze in 1992 uit dienst werd genomen en sindsdien dienstdoet als museumschip bij het USS Midway Museum. 

## Van vlootdienst tot museumschip

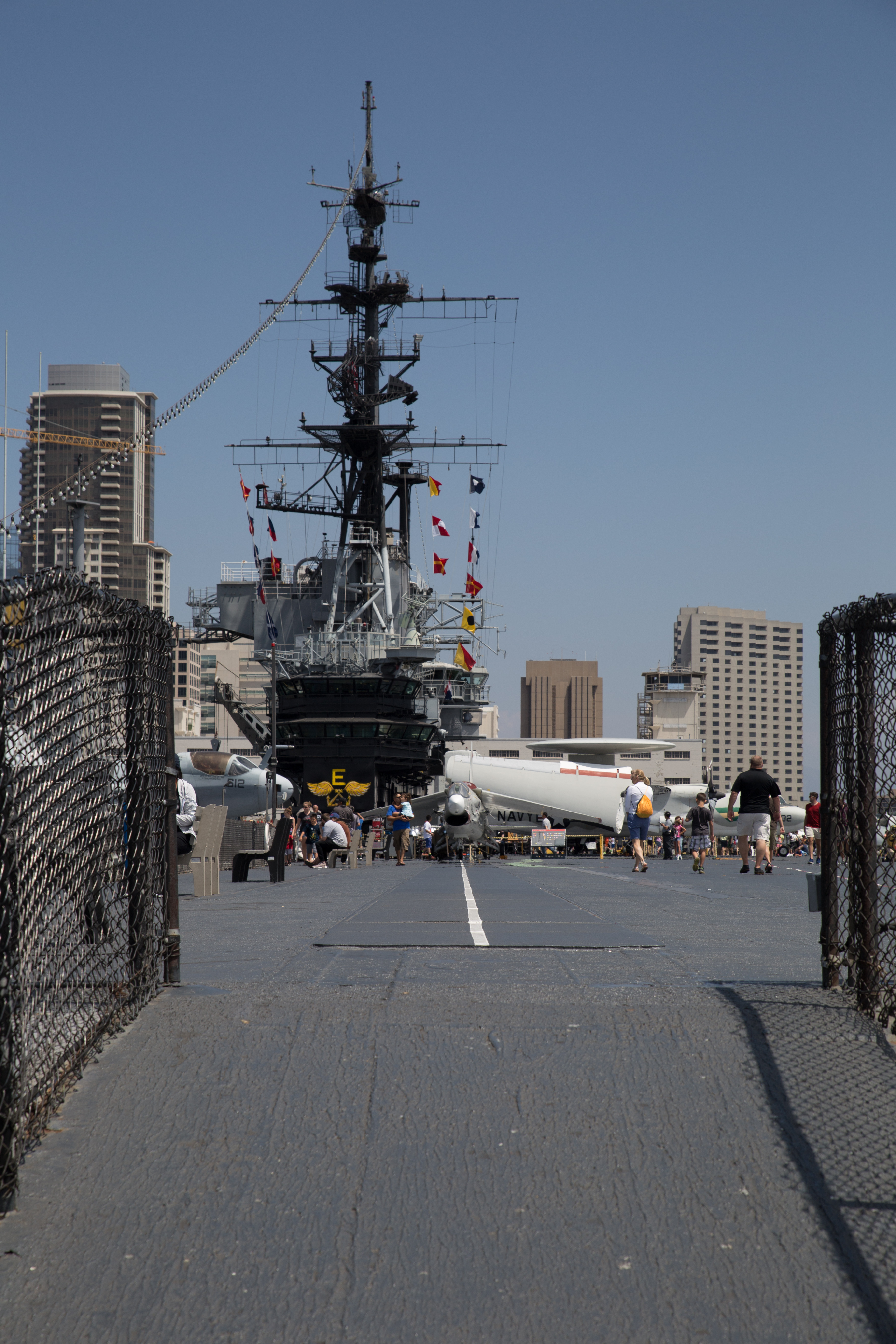
USS Midway Museum - San Diego op de achtergrond

De USS Midway werd op 11 april 1992 uit dienst genomen op Naval Air Station North Island, tijdens een ceremonie waarbij minister van Defensie Dick Cheney de hoofdspreker was. Tijdens de decommissioning werden de bemanning en hun families gevolgd voor de documentaire At Sea, exclusief vertoond in het Navy Museum in Washington, D.C. Op 17 maart 1997 werd het schip officieel geschrapt uit het Naval Vessel Register. Op 30 september 2003 begon de voormalige Midway aan haar reis vanuit Bremerton, Washington, naar San Diego om te worden omgebouwd tot museum en monument. 
Na een tijdelijke tussenstop in Oakland werd het schip op 10 januari 2004 afgemeerd aan haar definitieve locatie bij Navy Pier in San Diego en op 7 juni 2004 opengesteld voor het publiek. Het eerste jaar trok het museum maar liefst 879.281 bezoekers, ruim het dubbele van de verwachting. Op 11 november 2012 werd op het vliegdek een basketbalwedstrijd gespeeld tussen Syracuse en San Diego State, waarbij Syracuse met 62–49 won. Op 15 juli 2015 werden medewerkers kort geëvacueerd vanwege rookontwikkeling, maar na inspectie bleek er geen brand te zijn en kon het museum diezelfde dag gewoon openen.